# هايمدال
هيمدال (باللغة النرويجية القديمة: Heimdall)، حامي آسغارد، وحارس جسر بيفروست، من قصره هيمينبورغ، وأحد الآلهة الرئيسية في الأساطير الإسكندنافية، ولعل أهم مهامه النفخ في البوق السحري غيالارهورن لينذر الآلهة بقدوم راغناروك، حيث سيقود من على حصانه الأعرف المذهب غولتوبر الآلهة نحو المعركة النهائية. وقد عرف عنه امتلاكه المعرفة، والقدرة على رؤية وسماع كل شيء. فاطلق عليه اسم الإله الأبيض، ويُقال أنه مؤسس طبقات البشر الاجتماعية، وهو الذي استعاد قلادة فرييا الذهبية برينغامين أثناء صراعه مع عدوه الأزلي لوكي متنكرا بشكل فقمة. وقد قُدر له أن يواجه لوكي في المعركة النهائية حيث سيقتل كل منهما الآخر بعد معركة ضارية. وقد ظهر اسم هيمدال أحيانا (ريغ، هالينسكيدي، غولينتاني، وفيندلر أو فيندهيلر).
وقد ربط بعض الباحثين بين هيمدال وبين الإله (دياوس) (الذي ذكر في كتاب الفيدا الهندوسي)، وكذلك بين هيمدال والملاك ميكائيل.

## أصل الاسم

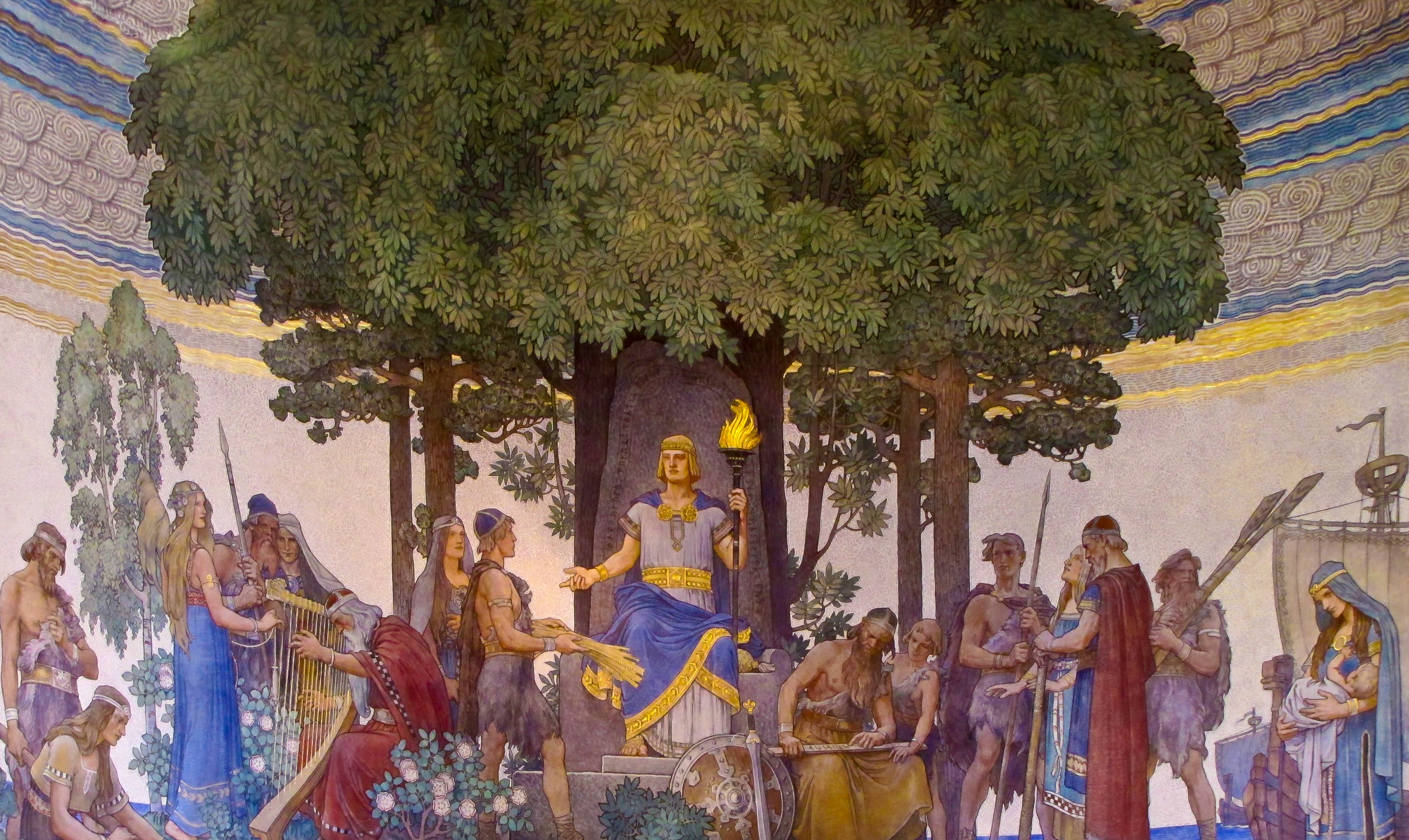
هيمدال يُحضر هدايا الآلهة إلى البشر. (1907) بريشة نيلس أسبلوند

هيمدال، هيمدالر، وكذلك هيمدالي. مع أن أصل الاسم غامض، ولكن يمكن ترجمته إلى (من ينير العالم)، ويمكن ربطه مع ماردول، أحد أسماء فريي.
كما أن له ثلاثة أسماء أخرى، هالينسكيدي، غولينتاني، وفيندلر. أما أصل اسم هالينسكيدي فهو غامض، ولكن هنالك سلسلة من المحاولات لمعرفة أصله. أما غولينتاني فمعناه (صاحب الأسنان الذهبية)، أما فيندلر أو (فيندهيلر) فيعني (من يواجه الرياح، «رياح البحر»). وكما يُرى فإن الأسماء الثلاثة تعبر عن هذا الإله وعن وظائفه.

## الخصائص والوظائف والأدوار
بناء على ماجاء في ثنايا هذه الأساطير عن هيمدال، فعلى مايبدو فإن وظيفته غير واضحة كليا. ويبدو أن وصف ستاينسلاند بأنه الإله الأكثر غموضا ضمن الأساطير الإسكندنافية صحيحة وحقيقية. فبالنسبة لها، بدا وكأنه إله قديم، أعيد إحياء ذكراه مرة أخرى ضمن عصر الفايكنج، كما قالت أنه الإله الأكثر ارتباطا بالبعد الكوني، الزمان والمكان، وبالإنسانية بشكل عام يوما بيوم، أكثر من بقية الآلهة الأخرى. وضمن نصوص سنوري ستورلسون، هناك عدة تفاصيل عن لاهيمدال، بعضا منها لم يتم ذكره ضمن الأساطير المعروفة. وبالنظر إلى الصياغة الشعرية المختلفة في تلك الأشعار يتبين بأنه كان هناك العديد من الأساطير المفقودة عن هيمدال، فعلى سبيل المثال، لماذا يسمى السيف برأس هيمدال؟ والعكس صحيح.

### حارس الآلهة

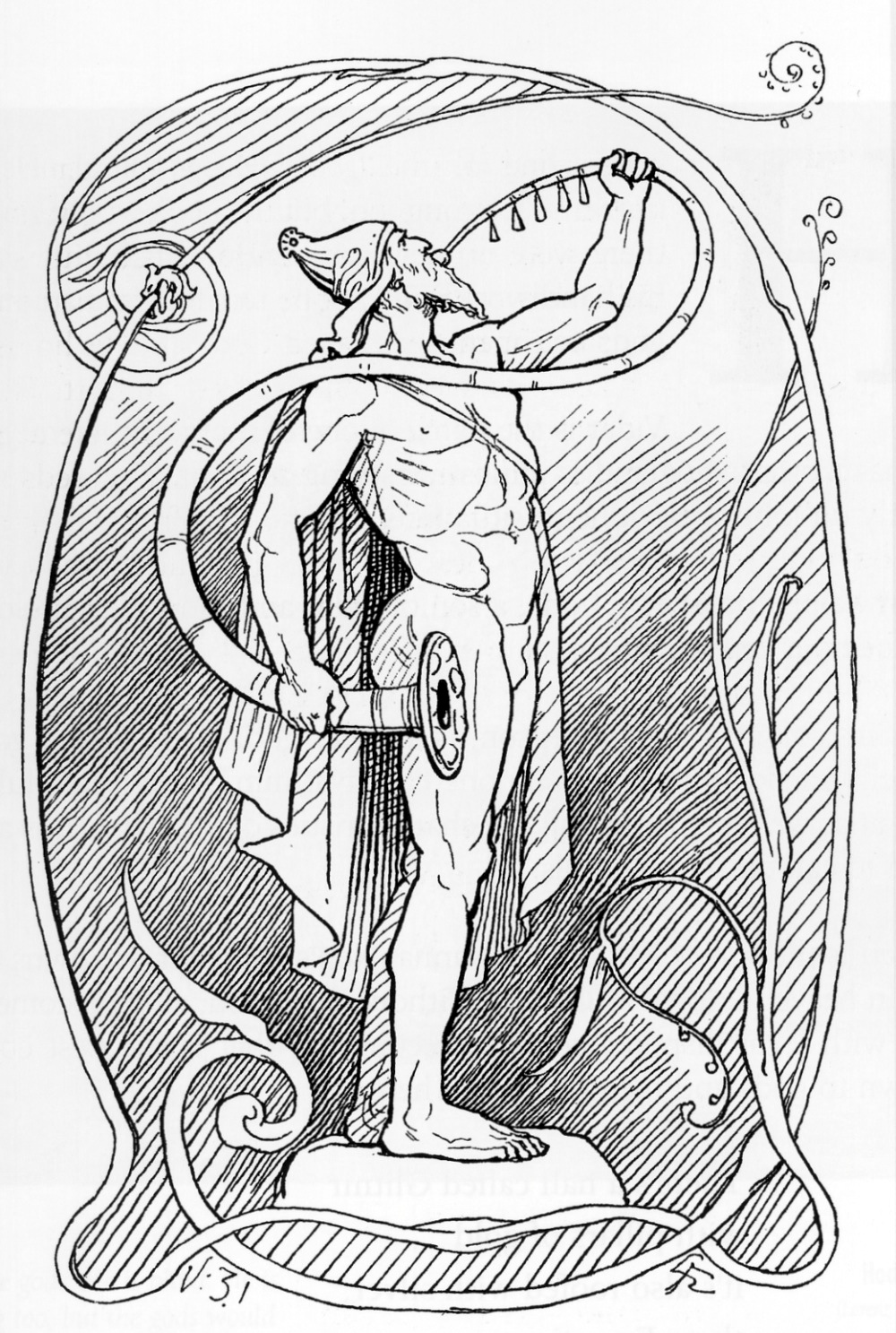
هيمدال ينفخ في قرن غيالاهورن، لوحة بريشة لورينز فلوريش من عام (1895)

ذكرت المصادر المتبقية اسناد عدة خصائص ووصفت عدة شخصيات تُثبت بها دور هيمدال كحارس للآلهة. فلهيمدال حاسة سمع ورؤية قويتين، حتى أنه يستطيع سماع الأعشاب تنمو، وصوت الصوف يكثر على جسد الخراف. كما لديه القدرة على الرؤية لمسافة بعيدة تصل لأكثر من 50 ميل وبالليل والنهار على حد سواء، كما أنه لم يكن ينام أكثر من الطيور. وقد قطن في قصره (هيمينبيرغ، والذي يقع عند بدايه جسر بيفروست، (جسر قوس قزح الذي يصل بين أسغارد وميدغارد. حيث اللون الأحمر عبارة عن نار ولكنه كان يتحرك بستمرار وبالتالي لا يستطيع أي رجل أو إله عبوره، وكل من يحاول فإنه يقع تحت أنظار هيمدال، لذلك بقيت العمالقة بعيدة عن أرض الآلهة. كما أن لهيمدال بوق يُدعى غيالارهورن، وعندما ينفخ فيه يتم سماعه في عالمي الآلهة والبشر والعالم السفلي على حد سواء. وسيستخدم لإنذارهم بقدوم يوم راغناروك. حيث سيقابل لوكي قائد العمالقة، وسيقتلان بعضهما البعض. حصانه يدعى غولتوب. وقد قام أندريس بيكستيد برسم لوحة للحديقة السماوية، متأثرا فيها بالتقاليد الكلاسيكية.

### عدو لوكي
بالإضافة إلى كونه حارس للآلهة، فمن ناحية ثانية اعتبرته إحدى الأساطير الشخصية الرئيسية في الأساطير الإسكندنافية، فقد تحدثت القصيدة الشعرية هوسدرابا بشكل ملخص عن صراع بين هيمدال ولوكي من أجل إرجاع جواهر فرييا، ولكنهما سيكونان على موعد مع القدر من جديد فسيتلاقيان مرة أخرى في معركة راغناروك، وتقول القصيدة الشعرية فولوسبا، أنهما سيقتلان بعضهما البعض، وقد وصفهتما مارغريت كلونيس روس بأنهما ضدين متوازيين، حيث أن كلاهما يعيشان خارج دائرة الآلهة الاجتماعية، بالرغم من أن الأسباب مختلفة، فهيمدال كحارس الآلهة، ولوكي الشخصية الغامضة التي تدين الآلهة بالولاء له (لأسباب مجهولة). وبالرغم من سبب العداء مجهول، إلا أن كلونيس روس تقترح بأنما يرمزان إلى موقعين نقيضين، فلوكي هو السبب وراء سقوط الآلهة بينما هيمدال هو الحارس المخلص إلى الأبد.

### الولادة من تسع نساء
في قصائد إيدا الشعرية، تحدثت قصيدة هيندلاليود، عن ولادة عذرية من تسع أمهات لإله في المستقبل، عن طريق حافة الأرض، أعتبرته لاحقا هيمدال، وقد ذكر سنوري بأن هيمدال قال في إحدى القصائد الضائعة في الماضي، «أنا ابن تسع أمهات، أنا ابن تسع أخوات». وتم اعتبار الأخوات التسع بنات الإله إيجر وزوجته ران. وقد كن التشخيص لأمواج البحر، ولكنهن لم يكن الوحيدات، ففي قصيدة فيولفينسمال، فقد مُنح نيورد تسع بنات في سولسانغين. كما من الممكن أن تكون أمهات هيمدال هن تسع عملاقات ذُكرن في فولوسبا (البيت الثاني). حيث بذلك سيكون أقدم من أودين. وقد أكد نيتاليت بأن الأمهات أو (الأخوات التسع) في الثقافة النرويجية وأساطير المناطق الآزورية أمر شائع جدا. وقد ذكر هيمدال في قصيدة هيندلاليود أسماء أمهاته على أنهن، أتلا، أوغيريا، أورغيافا، إيغيا، غيالب، غيَلب، غِريب، يارنساكسا، سيندور وأولفرون. بينما ذكرت مصادر أخرى أن أسماء بنات إيجر هن، هيمينغليفا، دوفا، بلودوغهادا، هيرفرينغ، أوت، هرون، وييف، دروفن وكولغا، ولكل هذه الأسماء معنى واحد رمزي، حيث أنها جميعها تعني (موجة).
إن ولادة هيمدال وحدها تجعله فريدا من نوعه: فإن كان ابن الأمواج التسعة، فحمله على الشاطئ بين البحر والأرض، مما يعطيه مكانة مهمة. ولكن فقط بسبب كونه ابنا لتسع امهات فهذا يعتبر أمرا غير اعتياديا، فالمؤلف القديم كان الأساس في الثقافة الإسكندنافية، وقد كان النسب للأب مهم جدا في الحياة الاجتماعية، ولكن بالنسبة لهيمدال فإنه لم يتم ذكر والده أبدا. أما قصيدة هيندلاليود فقد ذكرت أن أمهات هيمدال كن تسع عمالقة، وأنهن كن عذراوات، (غير متزوجات)، ولكن ستاينلاند أصر على وجود أب غير مذكور وقد وافقته مارغريت كلونيس روس الرأي ولكنها اختلفت معه بكونه غير معروف، بل إنها اعتقدت أنه بقي متخفيا حتى أصبح أبا، وأنه وبشكل عام أحد آلهو البحر، وبالتالي فإنه إما أن يكون إيجر أو نيورد. حيث كانا على علاقة مع محارهما.

### حامي حقوق الطبقات الاجتماعية
وفقا لقصائد ريغسثولا، هيندلاليود، والمقطع الأول من فولوسبا، فإن هيمدال هو أبو البشر. بالرغم من أنه لم يتم ذكره في قصة خلق أسك وإميلا، فإن ستينسلاند يرجع ذلك إلى كونه لم يتدخل بالخلق المادي لهما بل ككيان اجتماعي والباني للمجتمع، أي أن هيمدال كان إله المجتمع والثقافة، فعلى سبيل المثال فإن قصيدة ريفثوسلا ذكرت بأن هيمدال نزل إلى الشاطئ تحت اسم مزور ومر على ثلاث قرى مختلفة واجتمع مع ثلاث نساء، وكان حصيلة اجتماعه معهن ثلاثة أولاد، وبذلك أصبح الجد الأول للعبيد والفلاحين واليارل (العائلة المالكة)، وأسماء أولاده هو انعكاس للممجموعة التي يمثلونهم:
- . ثريل (العبيد)، فقد كان مع المرأة «إيدا» (الجدة الأكبر) والتي تزوجت من «أي» (الجد الأكبر)

- . ثريل تزوج من ثير ومعا أصبحا أصل قبائل ثريل.

- . كارل، فقد كان مع «أمّا» (الجدة) والتي تزوجت من «أفي» (الجد)

- . كارل تزوج من «لايس»، ومعا أصبحا سلف الفلاحين.

- . يارل ، فقد كان مع «مودر» (الأم)، والتي من تزوجت من «فودر» (الأب)

- . يارل تزوج من «إيرنا» ومعا أصبحا سلف طبقة اليارل (الطبقة الأرستقراطية)، كان ابنهما الأكبر «كاو نومبر»، والذي أنجب عدة أولاد بينهما كان دانب، والذي كان أول ملوك الدانمارك.

وتنتهي الأسطورة بظهر الإله ريغ الذي يكشف عن نفسه إلى يارل الشاب ويدعوه ابنه، أما ابن يارل الشاب فيدعى كون يونغ، وهو أصل كلمة (كونانغر)، والتي تعني (الملك).

## هيمدال وراغناروك

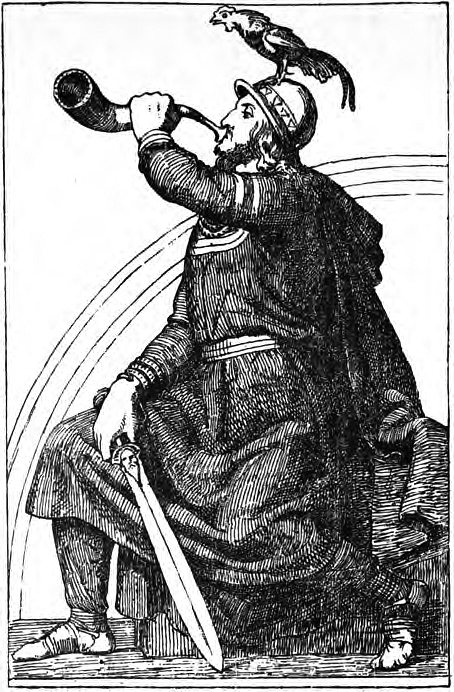
الديك غولينكامبي على رأسه، وجسر قوس قزح بيفروست المحترق ورائة، هيمدال ينفخ في غيالارهورن بينما يحمل سيفا بوجه آدمي بريشة ج. ت. لوندباي (1907)

عندما تبدأ معركة راغناروك، سينفخ هيمدال ببوقه غيالارهورن، ليوقظ الآلهة، لاحقا سيلتقي مع لوكي في قتال فردي حيث سيسقطان معا، مما يُعطية دور أخروي حيث سيعلن نهاية العالم ببوقه، مما يجعله مقارنا للملاك مياكائيل، وعندما يموت كلا من هيمدال ولوكي، فإنه يفسح لسورت المجال لكي يحرق العالم، وبالتالي فإن هيمدال يمثل أخر آلهة المقاومة قبل دمار العالم الشامل. وقد تم اعتبار الفكرة النهائية لانهيار العالم هي جزء من الثقافة المسيحية لنهاية العالم وخاصة مع إعادة ظهور بالدر وقرن هيمدال. وهذه العناصر مجتمعة هي جزء من التقاليد الإسكندنافية.
وهناك فكرة أخرى كون هيمدال إله المجتمع والثقافة، فإن راغناروك أساسا تمثل الانهيار الاجتماعي، ونتيجة نزاع عائلي (متمثل بالصراع بين الإيسر والعمالقة)، كجرائم النصب والاحتيال والسرقة، وهي جرائم خطيرة اجتماعيا. كم ذكر ستينسلاند.

## علاقته بالشخصيات الأخرى
إن قدرات هيمدال ووظائفه المختلفة في الأساطير الإسكندنافية ساعد على ظهور عدة نظريات تتحدث عن علاقته بالعديد من الآلهة والشخصيات الأسطورية أو الدينية الأخرى، فعلى عكس بقية الألهة التي ذكرتها مصادر محددة وواضحة، فإن هيمدال اختلفت وتنوعت مصادره. فمنها ما ربطته بآلهة القمر، أو الشمس، أو تشخيصا لشجرة العالم، ومع شخصيات مسيحية أخرى كالالملاكين، ميكائيل وجبرائيل. أو مع الإله الهندي أغني، والفارسي ميثراس.
أما المؤرخ الديني المقارن جورج ديمزل، فقد اعتبر أن هيمدال إله هندو - أوروبي قديم، أو أنه الإله الأول، وهو ما يشابه تعبير الإله الأكبر. ففي الأساطير الرومانية، كان الإله جانوس بحسب ررأي ديمزل موازيا لهيمدال، ووصفه بأنه إله إطاري، أي أنه وُجد منذ البداية وسيستمر للنهاية. بالمقابل فقد اقترح ديمزل أن شبيهه الهندي هو الإله دياوس، أحد ثمانية فاسيور، وقد تحول إلى البطل بهيشما الإطاري والذي ذكر في مهابهاراتا.
أما برانستون (1980) فقد عارض ديمزل، فاعتبر أن هيمدال شبيه بالإله أغني، إله النار، وهو وفقا لنصوص فيديك إما أن يكون قد وُلد من الماء أو اختفى فيها، أو ربما قد ولد إما من اثنتين، أو سبعة، أو تسعة أو عشرة أمهات (الرقم مختلف من نص إلى آخر). والأمهات العشرة (من الممكن أن تكون متمثلة بالأصابع العشرة والتي بإمكانها أن تشعل النار). أما الباحث الديني السويدي فولك ستروم فقد اعتبر أن هيمدال هو تشخيص للعالم. من بينهما قوانين المجتمع وطبقات البشر الاجتماعية. بينما آخرون قاموا بمقارننته مع بعض الآلهة السامية. كأساطير الأسكيمو. بينما ربط بيكستيد بين ولادته من الأمهات التسع مع العوالم التسع في نفس الأسطورة.

## القطع الأثرية

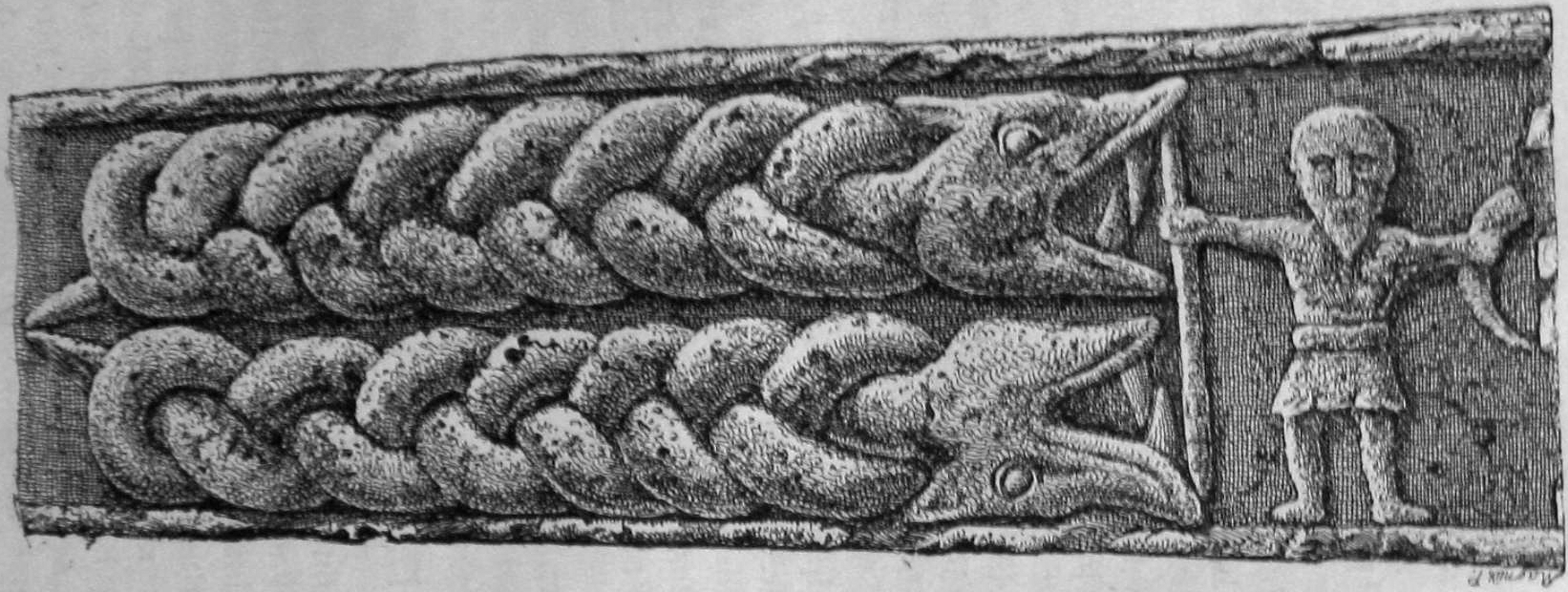
صليب غوسفورث، وفيه صورة تدل على هيمدال. انكلترا